# Mary Blair

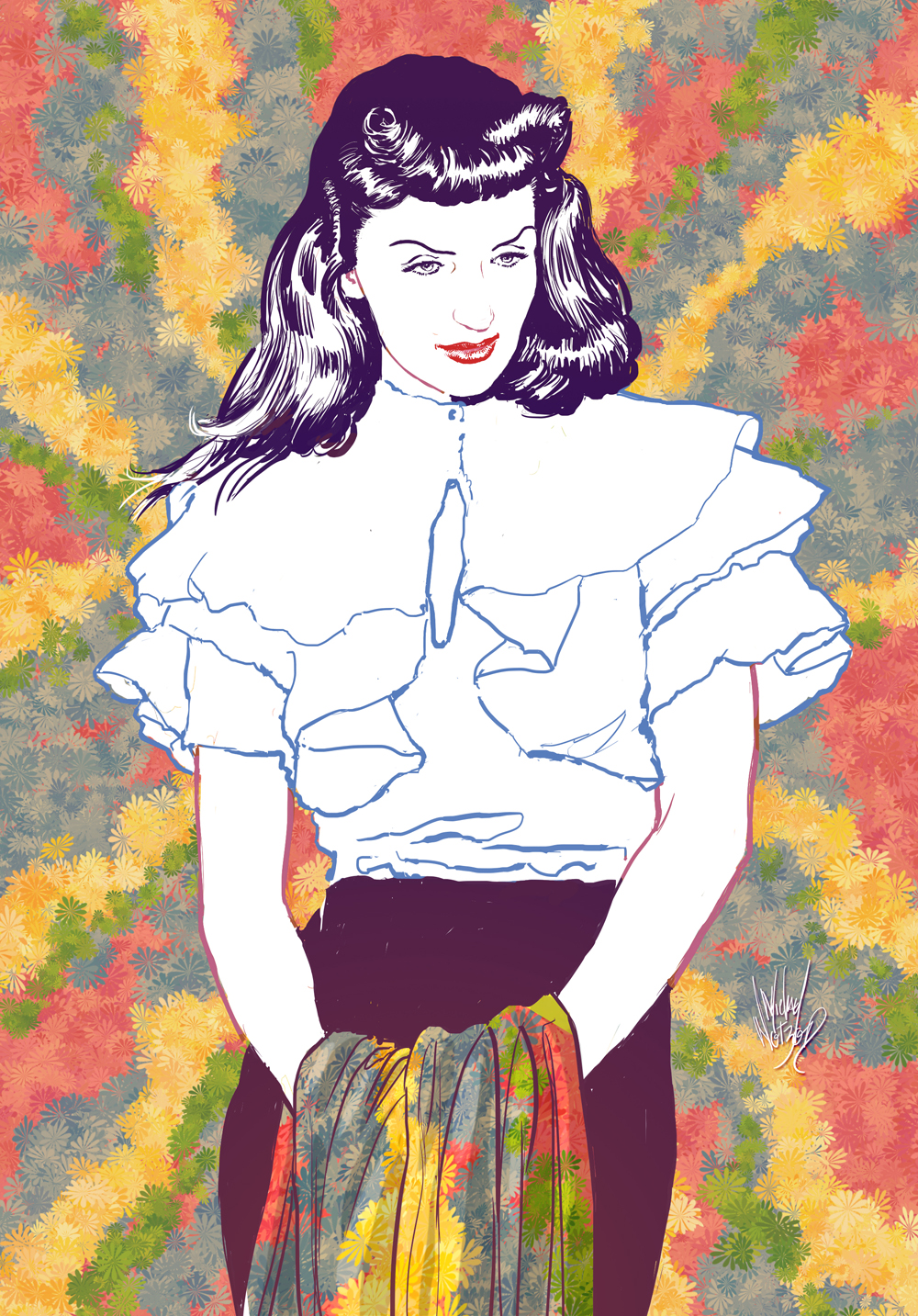
Mary Blair-Porträt von Michael Netzer

Mary Blair (* 21. Oktober 1911 in McAlester, Oklahoma; † 26. Juli 1978 in Soquel, Kalifornien; gebürtig Mary Robinson) war eine US-amerikanische Grafikerin, die durch ihre Arbeiten für Walt Disney Productions bekannt wurde.

## Leben

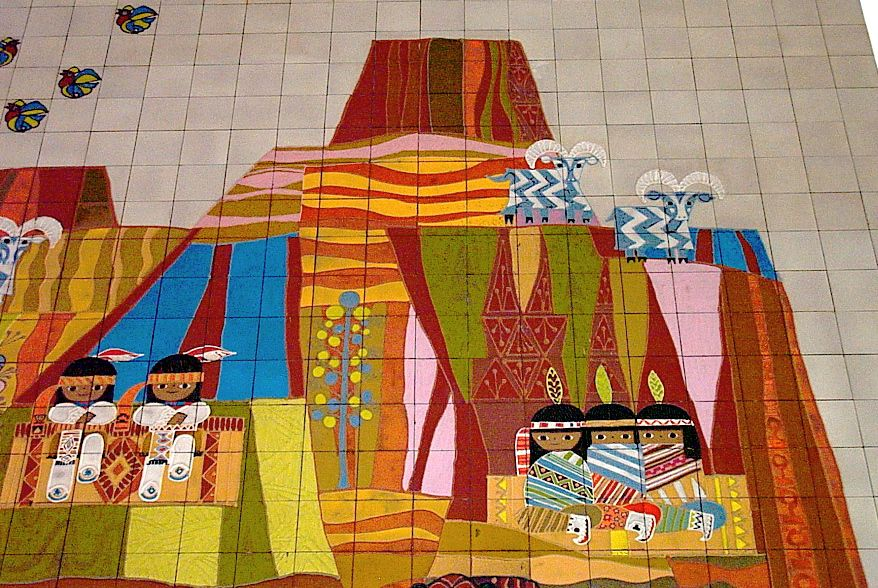
Mary Blair, (1971), „Mosaic“, Contemporary Resort, Disney

Mary Blair wurde 1911 in McAlester, Oklahoma, geboren. Dank eines Stipendiums konnte sie an der Chouinard School of Arts in Los Angeles studieren, an der sie 1933 ihren Abschluss machte. 1934 heiratete sie Lee Everett Blair, ebenfalls Grafiker und Trickfilmzeichner. Ihre Karriere begann sie in der Trickfilmabteilung von Metro-Goldwyn-Mayer, bevor sie 1940 zu den Walt-Disney-Studios wechselte, wo ihr Ehemann bereits arbeitete. Bereits 1941 reiste sie mit Walt Disney und einer Reihe weiterer Trickfilmzeichner des Studios nach Südamerika. Resultat dieser Reise waren die Filme Drei Caballeros im Sambafieber (1943) und Drei Caballeros (1944), für die Blair die künstlerische Leitung übernahm. Vor allem ihre Art mit Farben umzugehen, konnte dabei überzeugen. In den folgenden Jahren arbeitete sie weiter an Disney-Filmen, darunter Onkel Remus’ Wunderland (1946), Make Mine Music (1946), Musik, Tanz und Rhythmus (1948), Ein Champion zum Verlieben (1949), Die Abenteuer von Ichabod und Taddäus Kröte (1949).
Als Mary Blairs Hauptwerk gilt ihr Concept Design für die Filme Cinderella (1950), Alice im Wunderland (1951) und Peter Pan (1953).
Nach Fertigstellung von Peter Pan verließ Blair die Walt Disney Studios und machte sich als Grafikerin selbständig. Sie gestaltete mehrere Werbekampagnen für unterschiedliche Firmen, Bühnenbilder sowie die Illustrationen von Kinderbüchern.
Auf Bitten Walt Disneys, der Blairs Umgang mit Farben schätzte, entwarf sie die Attraktion „It’s a Small World“ für den UNICEF-Pavillon auf der New Yorker Weltausstellung 1964. Nach Beendigung der Weltausstellung wurde dieses Fahrgeschäft nach Disneyland in Kalifornien gebracht (Kopien dieser Attraktion wurden später auch in Walt Disney World, im Tokyo Disney Resort und im Disneyland Resort Paris errichtet).
Weiter gestaltete sie 1967 Wandgemälde für Disneylands Tomorrowland-Themenbereich (welche auf Grund von Umbauarbeiten mittlerweile entfernt wurden) sowie 1971 für Disneys Contemporary Resort Hotel in Walt Disney World, Florida.
Mary Blair starb am 26. Juli 1978 in Soquel, Kalifornien. Postum wurde Blair 1991 von der Walt Disney Company als Disney-Legende geehrt.
Anlässlich ihres 100. Geburtstages am 21. Oktober 2011 wurde Blair von der Suchmaschine Google mit einem Doodle geehrt.

## Werk (Auswahl)
Film
- Dumbo (1941)
- Drei Caballeros im Sambafieber (1943)
- Drei Caballeros (1944)
- Onkel Remus’ Wunderland (1946)
- Make Mine Music (1946)
- Fröhlich, Frei, Spaß dabei (1947)
- So Dear to My Heart (1948)
- Musik, Tanz und Rhythmus (1948)
- Ein Champion zum Verlieben (1949)
- Die Abenteuer von Ichabod und Taddäus Kröte (1949)
- Cinderella (1950)
- Alice im Wunderland (1951)
- The Little House (1952)
- Peter Pan (1953)

Buchillustration
- I Can Fly von Ruth Krauss (1950)
- Baby’s House von Gelolo McHugh (1950)
- The Golden Book of Little Verses von Miriam Clark Potter(1953)
- The New Golden Song Book von Miriam Clark Potter (1955)
- Walt Disney’s Peter Pan von Dave Barry; Ridley Pearson (2009)

Themenpark
- It’s a Small World, UNICEF Pavillon, Weltausstellung New York 1964, heute Teil von Disneyland
- Fiesta, Mexico Pavilion des Epcot World Showcase
- Mosaic, Disney’s Contemporary Resort

Musical
- How to Succeed in Business Without Really Trying (1968)